# Nationalisme ethnique
 (décembre 2018).
Si vous disposez d'ouvrages ou d'articles de référence ou si vous connaissez des sites web de qualité traitant du thème abordé ici, merci de compléter l'article en donnant les références utiles à sa vérifiabilité et en les liant à la section « Notes et références ».

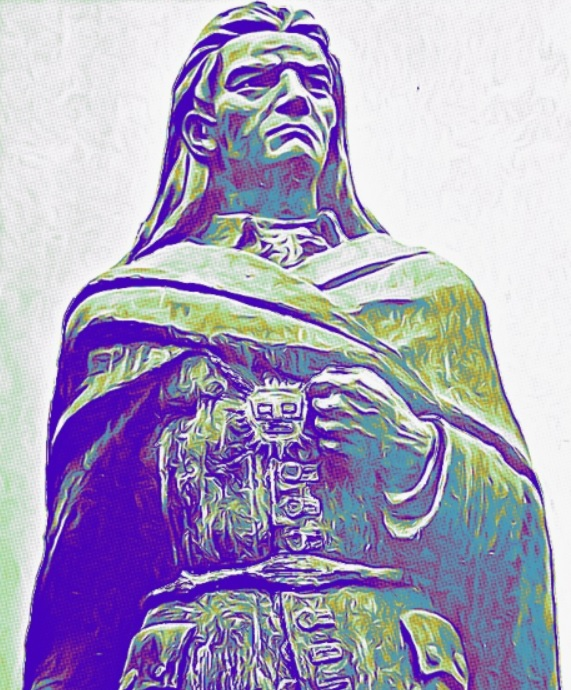
Túpac Amaru II a mené la plus grande rébellion indépendantiste et indigène de la vice-royauté du Pérou. Il fut le premier à demander la libération de toute l'Amérique latine de toute dépendance, tant vis-à-vis de l'Espagne que de son monarque, impliquant non seulement la simple séparation politique mais aussi l'abolition des impôts (mita minière, distribution des marchandises, moulins), de les districts, la taxe de vente et les douanes.

Le nationalisme ethnique, ou ethnonationalisme, est la forme de nationalisme dans lequel la « nation » est définie en termes d'appartenance ethnique. Il peut être nommé différemment en fonction des caractéristiques que l'on veut mettre en avant : nationalisme « ethno-culturel », « ethno-linguistique » ou « ethno-communautariste », le plus souvent inspiré par des notions issues du droit du sang. Il se différencie ainsi du nationalisme civique inspiré du droit des personnes, et du nationalisme territorial lié au droit du sol, mais également généralement du nationalisme culturel qui admet l'assimilation culturelle.
L'Empire ottoman, les États-Unis, le Brésil, l'Inde et la Chine sont des exemples d'États multi-ethniques dans lesquels la nation est définie par son territoire géographique. Le théoricien Anthony D. Smith utilise le terme « nationalisme ethnique » dans ce sens. Les spécialistes des études sur la diaspora élargissent le concept de «nation» aux communautés diasporiques. Les termes ethno-nation et ethno-nationalisme sont parfois utilisés pour décrire un collectif conceptuel d'ethnies dispersées.

## Idéologie
Le thème central des tenants du nationalisme ethnique est que les nations ont chacune leur identité incontournable, définie par un patrimoine commun qui peut comprendre même une langue, culture, religion ou foi religieuse, histoire, origine ethnique, des mêmes traditions, coutumes, mœurs et un attachement affectif à la terre. Le nationalisme ethnique peut être perçu comme une extension du nationalisme culturel qui permet aux gens de devenir membres d'une nation par assimilation culturelle. Par ailleurs, définitions purement linguistiques qui définissent la « nation » comme l'ensemble des locuteurs d'une même langue (que les linguistes préfèrent nommer, d'après Hérodote, « homoglosses », et qu'ils désignent par le suffixe « …phones » comme dans le mot « francophones »).
Contrairement au nationalisme civil, le nationalisme ethnique met l'accent sur l'ascendance généalogique ou l'hérédité, souvent exprimée en tant que parenté ou de liens du sang, et ne prend en compte ni les découpages administratifs ou politiques, ni les migrations, échanges culturels et les divers phénomènes d'intégration. C'est donc un concept essentialiste puisqu'il s'appuie sur un déterminisme duquel les individus ne peuvent pas s'extraire.
Dans le nationalisme ethnique, l'État tire sa légitimité politique de son statut de patrie du groupe ethnique défini comme principal, et sa fonction principale est de protéger ce groupe, avec sa vie culturelle et sociale propre, contre la colonisation, la persécution, l'acculturation, les influences exogènes, les revendications des autres groupes.

## Caractéristiques
Le principe politique central du nationalisme ethnique est que les groupes ethniques ont droit à l’autodétermination. Le résultat de ce droit à l'autodétermination peut varier, allant des appels à des organes administratifs autorégulés au sein d'une société déjà établie, à une entité autonome distincte de cette société, à l'institution d'un fédéralisme ethnique au sein d'un système multiethnique, à l’établissement d’un État souverain indépendant, éloigné de cette société. Dans les relations internationales, cela conduit également à des politiques et à des mouvements en faveur de l'irrédentisme pour revendiquer une nation commune basée sur l'ethnicité, ou pour l'établissement d'une structure politique ethnocratique (mono-ethnocratique ou poly-ethnocratique) dans laquelle l'appareil d'État est contrôlé par un groupe ethnique nationaliste politiquement et militairement dominant ou par un groupe de plusieurs groupes ethniques locaux nationalistes issus d'ethnies sélectionnées pour promouvoir ses intérêts, son pouvoir et ses ressources.
Certains types de nationalisme ethnique sont fermement ancrés dans l'idée de l'appartenance ethnique en tant que caractéristique héritée. Souvent le nationalisme ethnique se manifeste également par l'assimilation de groupes ethniques minoritaires dans le groupe dominant, par exemple comme dans le cas de l'italianisation.
Le nationalisme ethnique se limite à un groupe ethnique ou à des groupes ethniques proches tandis que le nationalisme blanc et le nationalisme noir sont des nationalismes raciaux qui incluent toutes les personnes de la même origine « raciale ».

## Ethno-nationalismes par pays

### Péninsule coréenne
En Corée, les deux régimes de la péninsule divisée pratique deux formes de nationalismes ethniques coréens, plus radical au Corée du Nord autarcique, dont l'idéologie du Juche, pourtant issu du communisme, le nationalisme ethnique est plus libéral en Corée du Sud, participante à la mondialisation et est plutôt le fait du sentiment de la population, bien que l'état lui-même considère que les Coréens le sont par le sang et le métissage reste largement plutôt rejeté par la population et par les élites du pays. La majorité des Coréens pensent ainsi qu'il font partie d'une «race parmi les plus pures». Après l'indépendance dans les années 1940, ni la Corée du Nord ni la Corée du Sud n'ont contesté que l'homogénéité ethnique du peuple coréen reposât sur une lignée directe des Grands-Han, considérés comme une race divine. La propagande nord-coréenne promeut ainsi l'homogénéité ethnique et la pureté morale du peuple coréen.

### Chine
En Chine, la Dynastie Qing, d'origine mandchoue (groupe ethnique minoritaire parmi la soixantaine de nationalités chinoises) domina la Chine durant plusieurs siècles et imposa certains styles esthétiques et l'administration était contrôlée par des Mandchous, ce qui poussera la population majoritaire des Hans, ce qui fut d'abord une simple révolte finira en révolution han en 1911 qui chassera les Mandchous du pouvoir.
Les Hans, majoritaires reprennent alors le pouvoir et le Kuomintang (Parti nationaliste de droite et républicain) devient l'une des deux principales forces politiques du pays avec le Parti communiste chinois, tous deux majoritairement hans et alliés malgré les profondes divergences politiques entre les deux partis avant qu'une guerre civile entre les deux factions ne détruisent leur alliance, à l'exception lorsqu'ils constituaient le Front uni anti-japonais lors de la Seconde guerre sino-japonaise entre 1937 et 1945.
Après la dernière phase de la Guerre civile chinoise, le Parti communiste chinois, vainqueur de la guerre, accentuera, malgré son idéologie officiellement internationaliste, la domination ethnique des Hans sur les autres nationalités chinoises.

### Espagne
En Espagne, le nationalisme ethnique est avant tout présent dans les mouvements nationalistes basque et catalans, séparatistes, et non dans le nationalisme espagnol, unioniste.

## Historique
En Grèce antique, quatre notions permettaient de définir les groupes sociaux : γένος / génos signifiant « famille, clan, tribu », λάος / laos signifiant « peuple assemblé, foule », δῆμος / dêmos signifiant « peuple du lieu, citoyens » et ἔθνος / éthnos signifiant « gens de même origine ». Pour définir ce dernier type de groupe, Hérodote se base sur des liens de parenté (ὅμαιμος / hómaimos, « du même sang » : le génos), linguistiques (ὁμόγλωσσος / homóglōssos, « parlant la même langue »), religieux (ὁμόθρησκος / homóthrēskos, « ayant les mêmes cultes ») et de coutumes (ὁμότροπος / homótropos, « de mêmes habitudes, de mêmes mœurs »).[réf. souhaitée]
Le nationalisme ethnique s'est historiquement développé dans des lieux où les frontières étatiques ne coïncidaient pas avec les frontières culturelles ou ethniques. Au XIXe siècle et au début du XXe siècle, au temps du romantisme, les mouvements nationalistes, considérant que leur Nation s'est formée avant la création des États au sein desquels elle vit, ont œuvré pour créer de nouveaux États ou pour redessiner les frontières sur des bases ethno-linguistiques. On peut citer le Printemps des peuples en Europe ou les 14 points du président américain Woodrow Wilson et la déclaration Balfour à la fin de la première Guerre mondiale. Mais dès l'origine, le heurt entre ce nationalisme romantique et la réalité sociale notamment sur des territoires ou les groupes ethniques vivaient imbriqués, a produit de sanglantes dérives : les nettoyages ethniques comme le génocide arménien ou la Shoah qui ont pu faire naître (comme chez les Macédoniens slaves ou les Kurdes), renforcer (comme chez les Ukrainiens, les Bulgares, les Albanais ou les Juifs), et parfois exacerber (comme chez les Polonais, les Hongrois, les Roumains, les Grecs et les Turcs) les consciences nationales.
Les études universitaires étendent ce concept de « nation ethnique » aux diasporas, créant ainsi la notion d'« ethnie dispersée », appliqué par exemple aux Juifs et aux Roms. Le nationalisme ethnique est également présent dans les politiques d'immigration de nombreux États sous la forme de « lois de retour au pays ». L'Allemagne, l'Arménie, les pays baltes, la Bulgarie, la Croatie, la Finlande, la Grèce, la Hongrie, l'Irlande, Israël, l'Italie, la Roumanie, la Russie, la Serbie, la Turquie ou l'Ukraine fournissent, si elle est demandée, leur citoyenneté facilement et rapidement aux membres des diasporas de leur propre groupe ethnique dominant. Les demandeurs doivent souvent prouver qu'ils ont des ancêtres ayant appartenu à ce groupe ou ayant eu la citoyenneté du pays respectif, et parfois qu'ils en comprennent la langue.
Certains pays comme la Bolivie, le Canada, la Chine, l'Inde, Israël, la Nouvelle-Zélande, la Roumanie et la Russie reconnaissent en interne aussi bien la nation civique (citoyenneté selon le droit du sol) que la nation ethnique (« nationalité ethnique » selon le droit du sang) : leurs citoyens peuvent donc, s'ils le désirent, se déclarer membres de telle ou telle « nationalité » (en russe Национальность, en chinois 少数民族 shǎoshù mínzú) et en utiliser la langue ou en manifester les traditions dans la vie publique ; en outre, dans certaines régions, ils disposent d'une autonomie territoriale locale (réserves aborigènes, états de l'Inde, collectivités territoriales autonomes de Russie ou de Chine).